# David Guetta
Pierre David Guetta, més conegut pel nom artístic David Guetta, (París, 7 de novembre de 1967) és un punxadiscos i productor musical francès, especialitzat en música house. Als 13 anys va començar a mesclar els seus primers vinils. Amb 17 anys, va treballar com a punxadiscos al Broad, llençant la seva carrera. Entre 1988 i 1990, va barrejar música house a la Radio Nova. També va treballar de Dj al Txanela, discoteca que freqüenta a l'estiu.
Amb el seu estil club dance/house, els seus primers èxits europeus van ser Money i Just a Little More Love. El 2005, amb el seu senzill The World Is Mine va assolir el número u a les llistes dance per tot Europa i es va tornar conegut pel gran públic per un anunci de gomina de L'Oréal, on és l'actor principal.
El 13 d'agost de 2005 va participar en el Festival Espanyol de Creamfields, on també participaven The Chemical Brothers i Carl Cox. El 2008 va ser considerat el cinquè millor DJ del món, per la revista DJmag. L'any 2009 va col·laborar amb el grup Black Eyed Peas amb l'èxit "I Gotta Feeling".
El 2012, David Guetta és nomenat el DJ més popular del món a l'enquesta de popularitat de DJ Mag 100
L'estiu de 2014 es va separar de la seva dona, Cathy Guetta.

## Discografia

### Àlbums d'estudi
| Any  | Àlbum                   | Posició a les llistes | Posició a les llistes | Posició a les llistes | Certificacions |
| Any  | Àlbum                   | França                | Bèlgica               | Suïssa                | Certificacions |
| ---- | ----------------------- | --------------------- | --------------------- | --------------------- | -------------- |
| 2002 | Just a Little More Love | 6                     | 43                    | 17                    |                |
| 2004 | Guetta Blaster          | 11                    | 29                    | 45                    |                |
| 2007 | Pop Life                | 2                     | 4                     | 8                     | CH: Platinum   |
| 2009 | One Love                | 1                     | 1                     | 2                     |                |
| 2011 | Nothing but the Beat    | 1                     | 1                     | 1                     |                |
| 2014 | Listen                  | 3                     | 5                     | 2                     |                |

### Compilacions
- Fuck Me I'm Famous (2003)
- Fuck Me I'm Famous Vol. 2 (2005)
- Fuck Me I'm Famous - Ibiza Mix 06 (2006)
- Fuck Me I'm Famous - Ibiza Mix 08 (2008)
- Fuck Me I'm Famous - Ibiza Mix 08 (International version) (2008)
- Fuck Me I'm Famous - Ibiza Mix 09 (2009)
- Fuck Me I'm Famous - Ibiza Mix 10 (2010)
- Fuck Me I'm Famous - Ibiza Mix 11 (2011)

### Singles
| Any  | Senzill                                                                    | Posició a les llistes | Posició a les llistes | Posició a les llistes | Posició a les llistes | Posició a les llistes | Posició a les llistes | Posició a les llistes | Posició a les llistes | Posició a les llistes | Posició a les llistes | Posició a les llistes | Posició a les llistes | Posició a les llistes | Posició a les llistes | Posició a les llistes | Posició a les llistes | Àlbum                             |
| Any  | Senzill                                                                    | USA                   | USA Pop               | USA Dance             | UK                    | FRA                   | ITA                   | BEL                   | SWI                   | NED                   | AUS                   | SWE                   | CAN                   | ESP                   | GER                   | IRL                   | RUS                   | Àlbum                             |
| ---- | -------------------------------------------------------------------------- | --------------------- | --------------------- | --------------------- | --------------------- | --------------------- | --------------------- | --------------------- | --------------------- | --------------------- | --------------------- | --------------------- | --------------------- | --------------------- | --------------------- | --------------------- | --------------------- | --------------------------------- |
| 2001 | «Just a Little More Love» (amb Chris Willis)                               | —                     | —                     | —                     | 19                    | 29                    | —                     | —                     | 59                    | 38                    | —                     | —                     | —                     | 17                    | —                     | —                     | —                     | Just a Little More Love           |
| 2002 | «Love Don't Let Me Go» (amb Chris Willis)                                  | —                     | —                     | —                     | 46                    | 4                     | —                     | —                     | 13                    | 19                    | —                     | —                     | —                     | 6                     | —                     | —                     | —                     | Just a Little More Love           |
| 2002 | «People Come, People Go» (amb Chris Willis)                                | —                     | —                     | —                     | —                     | 42                    | —                     | —                     | 54                    | —                     | —                     | —                     | —                     | —                     | —                     | —                     | —                     | Just a Little More Love           |
| 2003 | «Give Me Something» (amb Barbara Tucker)                                   | —                     | —                     | —                     | —                     | —                     | —                     | —                     | —                     | —                     | —                     | —                     | —                     | —                     | —                     | —                     | —                     | Just a Little More Love           |
| 2003 | «Just for One Day (Heroes)» (vs. Bowie)                                    | —                     | —                     | —                     | 73                    | 54                    | —                     | —                     | —                     | —                     | —                     | —                     | —                     | —                     | —                     | —                     | —                     | Fuck Me I'm Famous                |
| 2004 | «Money» (amb Chris Willis & Mone)                                          | —                     | —                     | —                     | —                     | 63                    | —                     | —                     | 52                    | —                     | —                     | —                     | —                     | —                     | —                     | —                     | —                     | Guetta Blaster                    |
| 2004 | «Stay» (amb Chris Willis)                                                  | —                     | —                     | —                     | —                     | 18                    | —                     | —                     | 82                    | —                     | —                     | —                     | —                     | 10                    | —                     | —                     | 58                    | Guetta Blaster                    |
| 2004 | «The World Is Mine» (amb JD Davis)                                         | —                     | —                     | 1                     | 49                    | 16                    | —                     | —                     | 40                    | 27                    | —                     | —                     | —                     | 10                    | —                     | 39                    | 4                     | Guetta Blaster                    |
| 2004 | «In Love With Myself» (amb JD Davis)                                       | —                     | —                     | —                     | —                     | —                     | —                     | —                     | —                     | —                     | —                     | —                     | —                     | —                     | —                     | —                     | 7                     | Guetta Blaster                    |
| 2006 | «Love Don't Let Me Go» (vs The Egg)                                        | —                     | —                     | 3                     | 3                     | 11                    | 9                     | 42                    | 19                    | 43                    | 32                    | 25                    | —                     | 6                     | 50                    | 12                    | —                     | Fuck Me I'm Famous - Ibiza Mix 06 |
| 2007 | «Love Is Gone» (amb Chris Willis)                                          | 98                    | 46                    | 1                     | 9                     | 3                     | 32                    | 9                     | 11                    | 14                    | —                     | 9                     | 66                    | 8                     | 36                    | —                     | 2                     | Pop Life                          |
| 2007 | «Baby When the Light» (amb Cozi)                                           | —                     | —                     | 4                     | 50                    | 6                     | 30                    | 5                     | 25                    | 15                    | 62                    | 35                    | —                     | —                     | 59                    | —                     | 2                     | Pop Life                          |
| 2008 | «Delirious» (amb Tara McDonald)                                            | —                     | —                     | 24                    | —                     | 16                    | 22                    | 2                     | 16                    | 12                    | —                     | 51                    | —                     | —                     | 59                    | —                     | 18                    | Pop Life                          |
| 2008 | «Tomorrow Can Wait» (vs Tocadisco) (amb Chris Willis)                      | —                     | —                     | 21                    | —                     | 8                     | —                     | —                     | 44                    | 21                    | —                     | —                     | —                     | —                     | 56                    | —                     | 19                    | Pop Life                          |
| 2009 | «Everytime We Touch» (amb Chris Willis, Steve Angello, Sebastian Ingrosso) | —                     | —                     | —                     | 68                    | —                     | —                     | —                     | —                     | 19                    | —                     | —                     | —                     | —                     | —                     | —                     | 57                    | Pop Life                          |
| 2009 | «When Love Takes Over» (amb Kelly Rowland)                                 | 76                    | 58                    | 1                     | 1                     | 1                     | 4                     | 2                     | 1                     | 2                     | 5                     | 3                     | 28                    | 28                    | 3                     | 1                     | 2                     | One Love                          |
| 2009 | «Sexy Bitch» (amb Akon)                                                    | —                     | —                     | —                     | —                     | —                     | —                     | —                     | —                     | —                     | —                     | —                     | —                     | —                     | —                     | 10                    | —                     | One Love                          |
| 2009 | «One Love» (amb Estelle)                                                   | —                     | —                     | —                     | —                     | —                     | —                     | —                     | —                     | —                     | —                     | —                     | —                     | —                     | —                     | —                     | —                     | One Love                          |
| 2010 | «Memories» (amb Kid Cudi)                                                  | —                     | —                     | —                     | —                     | —                     | —                     | —                     | —                     | —                     | —                     | —                     | —                     | —                     | —                     | —                     | —                     | One Love                          |
| 2010 | «Gettin' Over You» (amb Fergie, Chris Willis i LMFAO)                      | —                     | —                     | —                     | —                     | —                     | —                     | —                     | —                     | —                     | —                     | —                     | —                     | —                     | —                     | —                     | —                     | One Love                          |
| 2010 | «Who's That Chick?» (amb Rihanna)                                          | —                     | —                     | —                     | —                     | —                     | —                     | —                     | —                     | —                     | —                     | —                     | —                     | —                     | —                     | —                     | —                     | One More Love                     |
| 2011 | «Sweat» (amb Snoop Dogg)                                                   | —                     | —                     | —                     | —                     | —                     | —                     | —                     | —                     | —                     | —                     | —                     | —                     | —                     | —                     | —                     | —                     | Nothing But the Beat              |
| 2011 | «Where Them Girls At?» (amb Flo Rida i Nicki Minaj)                        | —                     | —                     | —                     | —                     | —                     | —                     | —                     | —                     | —                     | —                     | —                     | —                     | —                     | —                     | —                     | —                     | Nothing But the Beat              |
| 2011 | «Little Bad Girl» (amb Taio Cruz i Ludacris)                               | —                     | —                     | —                     | —                     | —                     | —                     | —                     | —                     | —                     | —                     | —                     | —                     | —                     | —                     | —                     | —                     | Nothing But the Beat              |
| 2011 | «Titanium» (amb Sia)                                                       | —                     | —                     | —                     | —                     | —                     | —                     | —                     | —                     | —                     | —                     | —                     | —                     | —                     | —                     | —                     | —                     | Nothing But the Beat              |
| 2012 | «The Alphabeat»                                                            | —                     | —                     | —                     | —                     | —                     | —                     | —                     | —                     | —                     | —                     | —                     | —                     | —                     | —                     | —                     | —                     | Nothing But The Beat 2.0          |
| 2012 | «I Can Only Imagine» (amb Chris Brown i Lil Wayne)                         | —                     | —                     | —                     | —                     | —                     | —                     | —                     | —                     | —                     | —                     | —                     | —                     | —                     | —                     | —                     | —                     | Nothing But The Beat 2.0          |
| 2012 | «She Wolf» (amb Sia)                                                       | —                     | —                     | —                     | —                     | —                     | —                     | —                     | —                     | —                     | —                     | —                     | —                     | —                     | —                     | —                     | —                     | Nothing But The Beat 2.0          |
| 2012 | «Metropolis» (amb Nicky Romero)                                            | —                     | —                     | —                     | —                     | —                     | —                     | —                     | —                     | —                     | —                     | —                     | —                     | —                     | —                     | —                     | —                     | Nothing But The Beat 2.0          |
| 2012 | «Just One Last Time» (amb Taped Rai)                                       | 82                    | 31                    | 14                    | 45                    | 16                    | 100                   | 24                    | 36                    | 44                    | 20                    | 17                    | 3                     | 25                    | 82                    | 46                    | 12                    | Nothing But The Beat 2.0          |
| 2013 | «Play Hard» (amb Ne-Yo i Akon)                                             | —                     | —                     | —                     | —                     | —                     | —                     | —                     | —                     | —                     | —                     | —                     | —                     | —                     | —                     | —                     | —                     |                                   |

## Premis
2007
- Guanya el Premi al millor DJ internacional
- Guanya el Premi per la millor nit Eivissenca - Fuck Me I'm Famous (DJ Awards Best Ibiza Night - Fuck Me I'm Famous)
- Guanya el Premi de música mundial com al DJ més venut
- Nominat als premis TMF - Bèlgica - Millor Acte Dance (Best Dance Act)

2008
- Nominat als MTV Europe Music Awards - Millor Acte Francès (Best French Act)

2009
- Nominat als Premis dels millors DJ de House

2011
- Nomenat millor DJ del món per la revista DJ Magazine